# حرية الدين في بوركينا فاسو
ينص دستور بوركينا فاسو على حرية الدين، وتحترم الحكومة هذا الحق. وتسهم سياسة الحكومة في الممارسة الحرة للدين. ولم ترد أي تقارير عن حدوث انتهاكات أو تمييز على أساس المعتقدات أو الممارسات الدينية؛ غير أن أفراد المجتمع أجبروا النساء المسنات في بعض الأحيان على الخروج من قراهن وذلك لاتهامهن بالشعوذة والسحر. 

## التركيبة السكانيّة الدينيّة
وفي حين أن الإحصائيات الدقيقة عن الانتماء الديني غير متاحة وتتفاوت إلى حدٍّ كبير، فقد قدرت الحكومة في أحدث تعداد للسكان (1996) أن نحو 60% من السكان يعتنقون الإسلام، وأغلبيتهم تتبع المذهب السني. وقدرت الحكومة أن 24% من السكان يعتنقون معتقدات الشعوب الأصلية التقليدية، وأن 17% منهم يعتنقون الكاثوليكية الرومانية، و3% ينتمون إلى مختلف الطوائف البروتستانتية. والإحصائيات المتعلقة بالانتماء الديني هي إحصائيات تقريبية لأن إدماج المعتقدات والممارسات التقليدية للشعوب الأصلية أمر شائع بين المسيحيين والمسلمين على حد سواء.
يسكن عدد كبيرٌ من المسلمين حول الحدود الشمالية والشرقية والغربية، في حين يعيش المسيحيون وسط البلاد. ويمارس الناس المعتقدات الدينية التقليدية للشعوب الأصلية في جميع أنحاء البلد، ولا سيما في المجتمعات الريفية. معظم الجماعات العرقية غير متجانسة دينيًّا، على الرغم من أن قبائل فولاني وديولا هي ذات أغلبية مسلمة. 

## حالة الحرية الدينية

### الإطار القانوني والتنظيمي
تنص المادة 31 من الدستور على أن «بوركينا فاسو دولة ديمقراطية وحدوية وعلمانية». 
وينص الدستور على حرية الدين، وتحترم الحكومة عمومًا هذا الحق. وسعت الحكومة على جميع المستويات إلى حماية هذا الحق بالكامل ولم تتسامح أبدًا مع انتهاكه سواء من جانب جهات حكومية أو خاصة.
فالدستور والقوانين تحمي حق الأفراد في اختيار دينهم وتغيير دينهم، وتكفل لهم الحق في ممارسة الدين الذي يختارونه، وتراقب الحكومة هذه الأحكام وتنفذها. الدولة دولة علمانية. فالإسلام والمسيحية والمعتقدات الدينية التقليدية للشعوب الأصلية تمارس بحرية دون أي تدخل من الحكومة، ولا يوجد دين رسمي للدولة، والحكومة لا تدعم ولا تحبذ أي دين بعينه. ولم يعرف أن اعتناق دين معين يمكن أن يمنح أي ميزة أو يسبب أي ضرر في الساحة السياسية أو الخدمة المدنية أو الجيش أو القطاع الخاص. 
تحدد حكومة بوركينا فاسو الأيام الدينية التالية كأعياد وطنية: عيد الأضحى، وعيد الفصح، وعيد الصعود، ومولد النبي محمد، وعيد القديسين، ورمضان، وعيد الميلاد. 
وتطلب الحكومة من جميع المنظمات، سواء كانت دينية أو غير دينية، أن تسجل نفسها لدى وزارة الإدارة الإقليمية. ويمنح التسجيل المركز القانوني للمنظمة، ولكنه لا ينطوي على ضوابط أو فوائد محددة. ووفقا للمادة 45 من قانون حرية تكوين الجمعيات، فإن عدم تسجيل المنظمة قد يؤدي إلى غرامة تتراوح بين 97 و292 دولارًا (من 50 ألفًا إلى 150 ألف فرنك إفريقي). وتتيح الحكومة لجميع الجماعات الدينية إمكانية الوصول إلى التسجيل بشكل متساوٍ وتوافق بصورة روتينية على طلباتها. لا تفرض الحكومة الضرائب على الجماعات الدينية إلا إذا مارست أنشطة تجارية، مثل الزراعة أو إنتاج الألبان. 
ينص الدستور على حرية التعبير في المنشورات والبثّ، بما في ذلك المنشورات التي تصدرها الجماعات الدينية، ما لم يقرر النظام القضائي أن هذا التعبير مضرٌّ بالنظام العام أو يعتبر تشهيراً وقدحًا؛ لم يتخذ النظام القضائي قط مثل هذا القرار، ولم ترفض الحكومة منح رخصة نشر أو بث لأي جماعة دينية طلبت ذلك خلال الفترة المشمولة بهذا التقرير.
تعمل المنظمات الدينية ضمن نفس الإطار التنظيمي لحقوق النشر والبث الإذاعي كغيرها من الجهات. ويحق لوزارة الأمن أن تطلب عينات من المنشورات وما سيُبث للتأكد من أنها تتفق مع الطابع المعلن للجماعة الدينية؛ بيد أنه لم ترد تقارير تفيد بأن مذيعين دينيين يواجهون صعوبات في هذا التنظيم. وبالإضافة إلى ذلك، لا تمنح الحكومة أفضليات ضريبية خاصة للمنظمات الدينية العاملة في وسائط الإعلام المطبوعة أو الإذاعية.
وتعمل الجماعات التبشيرية الأجنبية بحرية وتواجه قيودًا قليلة إن وجدت؛ بيد أن الجماعات التبشيرية تواجه أحيانا إجراءات بيروقراطية معقدة في سعيها وراء أنشطة معينة.
لا تقدم المدارس الحكومية أي تعليم دينيّ، وتدير الجماعات الإسلامية والكاثوليكية والبروتستانتية المدارس الابتدائية والثانوية. 
ولا تموِّل الحكومة المدارس الدينية أو تلزمها بدفع الضرائب ما لم تمارس أنشطة تهدف للربح، وتراجع الحكومة المناهج الدراسية للمدارس الدينية لضمان تقديمها المنهج الدراسي الموحد بالكامل. بيد أن الحكومة لا تتدخل في مناهج الفصول التكميلية التي تقدمها المدارس الخاصة، مثل فصول الكتاب المقدس أو القرآن الكريم.

## القيود المفروضة على الحرية الدينية
وتسهم السياسات والممارسات الحكومية في الممارسة الحرة العامة للدين.
ولم ترد تقارير عن سجناء أو معتقلين لأسباب دينية في البلاد.

## التحول الديني القسري
ولم ترد تقارير عن تحويل ديني قسري، بما في ذلك عن مواطنين أمريكيين قاصرين اختطفوا أو أبعدوا بصورة غير قانونية من الولايات المتحدة، أو عن رفض السماح بعودة هؤلاء المواطنين إلى الولايات المتحدة.

## النشاط الجنسي المثلي
يعد النشاط الجنسي المثليّ قانونيًا في بوركينا فاسو، ولم يصدر البلد قانونا يحظر هذا النشاط ولم يجرم ذلك أبدًا. 

## إساءة المجتمع والتمييز
ولم ترد أي تقارير عن حدوث انتهاكات أو تمييز على أساس المعتقدات أو الممارسات الدينية؛ غير أن أفراد المجتمع أجبروا النساء المسنات في بعض الأحيان على الخروج من قراهن لاتهامهن بممارسة الشعوذة والسحر. وأبلغ مركز ديلوندي الذي يعمل على إيواء وتقديم الخدمات للمسنات المتهمات بالسحر والممول من الكنيسة الكاثوليكية  عن سبع حالات من هذا النوع. وأنشأت وزارة العمل الاجتماعي والتضامن الوطني، إلى جانب مختلف المنظمات غير الحكومية والدينية الأخرى، ملاجئ مماثلة في واغادوغو.
واعتبر بعض المسلمين قانون عام 1996 لمكافحة تشويه الأعضاء التناسلية للأنثى تمييزًا ضد ممارساتهم الدينية، واستمروا في تنفيذ هذا الأمر.
وخلافًا لما ورد في التقارير السابقة، لم ترد تقارير عن حدوث توترات داخل قطاعات المجتمع الإسلامي خلال الفترة المشمولة بهذا التقرير.